# Villanueva de Sigena
Villanueva de Sigena é um município da Espanha na província de Huesca, comunidade autónoma de Aragão, de área 146,95 km² com população de 532 habitantes (2004) e densidade populacional de 3,62 hab/km².

## Demografia
| Variação demográfica do município entre 1991 e 2004 | Variação demográfica do município entre 1991 e 2004 | Variação demográfica do município entre 1991 e 2004 | Variação demográfica do município entre 1991 e 2004 |
| --------------------------------------------------- | --------------------------------------------------- | --------------------------------------------------- | --------------------------------------------------- |
| 1991                                                | 1996                                                | 2001                                                | 2004                                                |
| 500                                                 | 492                                                 | 531                                                 | 532                                                 |

## Património
- Mosteiro de Sijena -  edifício românico mandado construir no século XII por Sancha de Castela, esposa do rei Afonso II de Aragão. Durante a Guerra Civil espanhola, o mosteiro foi incendiado pelas tropas republicanas[3].